# Veľká Lodina
Veľká Lodina (Hongaars: Nagyladna) is een Slowaakse gemeente in de regio Košice, en maakt deel uit van het district Košice-okolie.
Veľká Lodina telt 259 inwoners.